# Gialaia microptera
Gialaia microptera är en insektsart som beskrevs av Andrej Vasiljevitj Gorochov 1994. Gialaia microptera ingår i släktet Gialaia och familjen syrsor. Inga underarter finns listade i Catalogue of Life.